# Samuel Cottereau du Clos
Pour les articles homonymes, voir Duclos.
Samuel Cottereau du Clos, dit Duclos, né en 1598 à Paris et mort en 1685 dans cette même ville, est un chimiste qui fut aussi médecin de Louis XIV. C'est un des membres fondateurs de l'Académie royale des sciences, dans laquelle il dirigea un projet d'analyse des eaux thermales, lança l'étude botanique et chimique des plantes et fit de nombreuses communications sur les fondements de la chimie.
Du Clos insiste sur l'importance des expériences en chimie et propose des interprétations de type mécaniste ou chimique suivant la nature des phénomènes étudiés. Il ne récuse pas toute explication mécaniste mais se refuse à la tentation de la réduction de tous les phénomènes chimiques à des problèmes de mécanique. Il reçoit certains arguments critiques de Boyle contre la chimie des principes ; pour lui, les Trois principes paracelsiens ou les cinq Principes Esprit, Huile, Sel, Phlegme et Terre ne sont pas des corps simples mais sont résolubles en d'autres plus simples avant de l'être radicalement en Eau.
Selon Franckowiak, Samuel Cottereau du Clos illustre parfaitement le passage d'une science chimique comme connaissance des principes à une chimie comme science du vraisemblable. Quoique longtemps ignorée des historiens des sciences, sa pensée reflète splendidement les crises que la chimie dut traverser avant d'arriver à la refondation opérée par Lavoisier.

## Biographie
Samuel Cottereau du Clos nait à Paris en 1598 d'une famille protestante, sous le règne d'Henri IV (de 1589 à 1610).
Il fait des études de médecine à Paris (Todériciu). Mais sachant qu'il était huguenot et qu'il se passionna toute sa vie pour la médecine alchimique paracelsienne, il y a tout lieu de penser qu'il a aussi reçu une formation en médecine paracelsienne.
Sa jeunesse fut marquée par des querelles acerbes entre les médecins de la Faculté de médecine de Paris, tenants intransigeants de la tradition galénique, et les médecins paracelsiens, qui cherchent à faire accepter quelques éléments de la doctrine spagyrique (alchimique) de Paracelse. Mais en dépit de toutes les controverses, allait toutefois être admise une forme conciliante du paracelsisme qui favorisera l'essor d'une nouvelle forme de l'(al)chimie tournée vers la préparation des remèdes en laboratoire et d'une interrogation sur la nature des éléments constitutifs des corps mixtes.
En ce début du XVIIe siècle, l'apothicaire Jean Béguin, protégé du roi Henri IV, donne les premiers cours de ce qu'il appela « chimie » mais était en fait, un état intermédiaire entre l'alchimie transmutatoire ancienne et ce qui allait devenir la science chimique. Il publia en 1610, un « cours de chimie », le Tyrocinium chymicum, qui connut un grand succès et marqua le début de la vogue de la chimie.
Samuel Cottereau du Clos fut de ceux qui développèrent une passion pour la (al)chimie et ses applications pharmacologiques. En 1645, il crée son propre laboratoire de chimie. Il y accueillera le futur apothicaire-chimiste Nicaise Le Febvre. Il passe pour ses contemporains pour un homme d'une grande culture, expérimenté dans le domaine de la médecine chimique. Il est associé à l'édition de 1658 publiée à Genève des œuvres de Paracelse (Opera Omnia medico-chemico-chirurgica, tribus voluminibus comprehensa).
La presse dira de lui au moment de son décès que c'était un médecin qui ne s'était pas beaucoup occupé des malades et préférait étudier, faire des expériences de chimie et  rechercher la Pierre philosophale (Nouvelle de la République des Lettres, octobre 1685).

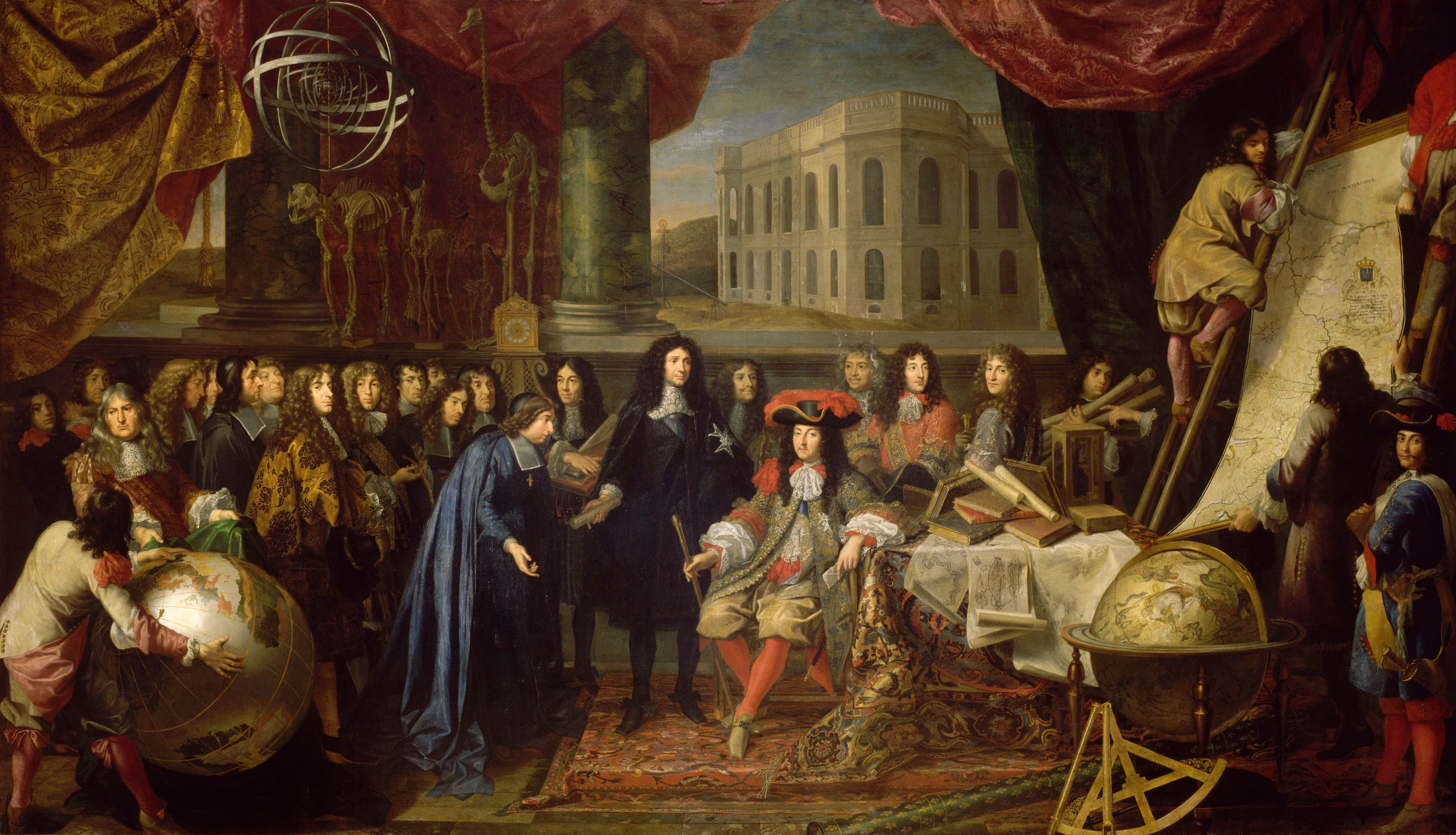
Colbert, habillé en noir, présente à Louis XIV les membres de l'Académie royale des sciences en 1667 (par Henri Testelin)

Plus absorbé par ses recherches que par ses patients, du Clos recherchait les échanges avec ceux qui exploraient comme lui, les nouvelles frontières de la philosophie naturelle. Les savants parisiens se réunissaient depuis longtemps en académies privées, au début des lieux de rencontres libres et souvent sans statut. On sait que Samuel du Clos a fréquenté l'académie Montmor, l'ancienne académie Mersenne. Cette académie fréquentée par Huygens traversa une grave crise qui aboutit à sa disparition. À l'origine des tiraillements internes se trouve un groupe d'hommes, qui las des spéculations scolastiques, cherchaient à fonder la connaissance dans l'étude raisonnée des faits soumis au contrôle de l'expérience. Huygens et d'autres reprochent à ces académies privées de favoriser, ou du moins de tolérer, les discussions stériles et les bavardages des cartésiens, alors qu'il faudrait faire des expériences. Mais faire des expériences coûte cher et seul le roi peut en assurer les dépenses. Les savants se tournent alors vers le jeune roi Louis XIV et son ministre Colbert car « il n'y a que les Rois [...] qui puissent entreprendre de dresser une Académie physique où tout se passe en continuelles expériences » écrit Sorbière dans un texte envoyé à Colbert. Cet appel fut-il entendu ? Toujours est-il que l'Académie royale des sciences est officiellement constituée et tient sa première séance le 22 décembre 1666 dans la Bibliothèque du Roi, rue Vivienne.
Peut-être en raison de sa réputation « d'être extraordinairement habile » en chimie ou parce qu'il a fréquenté le cercle de savants autour de Habert de Montmor, en tous cas il fut nommé membre de l'Académie royale des sciences, dès sa création. Il a alors 68 ans et prend place dans la classe de physique de l'Académie où il sera un des trois académiciens les mieux rétribués. Il devient également responsable du laboratoire.
Peu de choses sont connues sur son activité avant cette époque, car tous ses écrits ont été produits une fois rentré à l'Académie, dans les dernières années de sa vie. Il a laissé deux ouvrages publiés, une cinquantaine de communications présentées à l'Académie et deux manuscrits.

### L'analyse des eaux thermales
Son premier travail à l'Académie en tant que chimiste, est d'étudier les eaux minérales du royaume, avec Claude Bourdelin, l'autre académicien chimiste. Leur travail donnera lieu à une série de procès-verbaux de l'Académie des sciences à partir de 1667. Puis en 1675, S. du Clos fait paraitre un livre intitulé Observations sur les eaux minérales de plusieurs provinces de France, faites en l'Académie Royale des Sciences en l'année 1670 et 1671, par M. Du Clos.
Toutes les eaux minérales qui ont été apportées et examinées par l'Académie, ont été analysées par distillation ou évaporation afin de déterminer les sels (communs, nitreux, etc.) et les terres qui les composent. On leur faisait subir quelques tests avec une décoction de noix de galle (pour déterminer la présence de fer), de feuilles de chêne, d'écorce de grenades, de myrobolans, etc. On voyait si elles « faisaient rougir le Tournesol, comme font l'Alum & le Vitriol » (p. 24-25). En tout, une batterie de 24 tests est proposée par du Clos. Avec les moyens d'analyse limités de l'époque, une soixantaine d'eaux minérales de sources des quatre coins du royaume, sont ainsi méthodiquement examinées, allant des eaux du Mont d'Or en Auvergne, de Bourbonne en Champagne, ou de Digne en Provence, aux eaux de Bagnière, dans la Bigorre.
« Le Gouvernement donna les moyens à l'Académie naissante la facilité de faire l'analyse des eaux de toute la France » remarqua plus tard Condorcet. Ce travail est un des premiers exemples de financement public d'une recherche appliquée au bénéfice de l'intérêt général. Il marque le début de la professionnalisation de la science, liée officiellement au pouvoir dont la permanence se substitue aux mécénats individuels et éphémères.
Les Académiciens tinrent séances jusqu'en 1699,  dans les locaux de la Bibliothèque du roi (à l'emplacement des n° 6-8 de la rue Vivienne, de la future BnF).
Après 1670, Cottereau du Clos peut habiter dans la maison de la Bibliothèque du roi où il a pour voisin, Nicolas Clément, préposé à la garde des estampes de la Bibliothèque.
Toutefois, à partir du milieu des années 1670, il est quelque peu désavoué par la Compagnie (comme on aimait alors appeler l'Académie).

### Le projet d'Histoire des plantes
Samuel Cottereau du Clos participe aussi à un grand projet d'« Histoire des plantes » de l'Académie des sciences. L'intention très novatrice était non seulement, de décrire pour chaque plante, sa morphologie (accompagnée d'un dessin d'après nature), sa culture, ses vertus médicinales, mais aussi d'en faire une analyse chimique et physiologique, sur le modèle des travaux que les académiciens Mariotte et Perrault étaient en train de réaliser sur la circulation de la sève. Du Clos recommande aussi d'examiner les produits de la distillation des plantes pour en saisir la constitution.
Il semble avoir joué un rôle actif dans la préparation du projet. Sous sa direction, Nicolas Marchant était chargé de la partie purement descriptive. L'approche choisie privilégiait l'observation directe faite sur des spécimens, comme le rapporte l' Histoire de l'Académie royale des Sciences en 1670 :
« on travailla beaucoup à l'Histoire des plantes ; on en fit faire des dessins exacts, et on commença à semer des graines étrangères et à les cultiver. M. Marchant en fit des descriptions et ces descriptions furent comparées aux plantes mêmes. On en décrivit vingt-six cette année » (1670).
La tâche était immense et le travail avançait si lentement que d'inévitables changements s'imposaient. En 1671, le jeune botaniste Denis Dodart fut élu à l'Académie et arriva à point nommé pour prendre la direction de l'entreprise. Tous les académiciens furent sollicités pour contribuer à une œuvre qui se voulait collective: S. du Clos, Pierre Borel, Claude Perrault, Jean Galois, Edmé Mariotte, Claude Bourdelin II et Nicolas Marchant.
Ce nouveau projet d'encyclopédie collaborative n'alla pas sans rivalité éditoriale. Samuel du Clos en veut à Dodart pour sa nomination comme responsable éditorial de l'ouvrage. En effet, le nouveau venu est 36 ans plus jeune, entré en 1671 à l'Académie, cinq anq après lui. Dodart est le protégé de Perrault, et gravit les échelons au détriment de sa carrière.

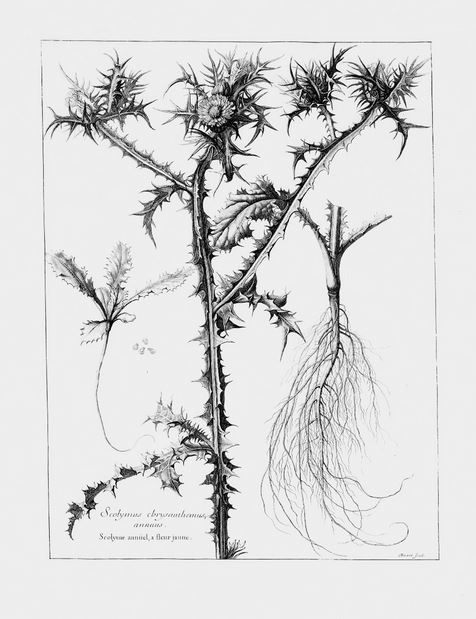
Scolyme annuel à fleur jaune. Il approche fort du Scolyme de Montpellier. Sa racine est fibreuse, grisastre,& produit dès le pied trois ou quatre feuilles vertes & épineuses, ayant dans leur milieu une veine blanche...Elle meurt tous les ans,& doit estre semée l'Automne en pleine terre, ou sur couche au Printemps. Elle aime le chaud. Elle se referme elle-mesme (Mém. pour servir l'histoire des plantes p.111)

Du Clos qui fut directeur du projet botanique et théoricien de référence en chimie durant les années 1660, voit son autorité fondre durant la décennie suivante. Ses confrères contestent sa conception de l'analyse chimique - et particulièrement de la distillation - comme un modèle explicatif des phénomènes naturels. Les minutes des séances de l'Académie témoignent de ce déclin. De 1667 à 1669, Duclos est très actif sur des sujets allant de la coagulation et des solvants à des analyses détaillées des livres de Boyle, le tout atteignant cinq cents pages dans les minutes - tandis qu'entre 1675 à 1683, il présente peu de papiers, soit seulement vingt pages dans les minutes de l'Académie. Ses origines protestantes, ses théories platoniciennes et paracelsiennes et son âge expliquent en partie ce basculement en faveur du dynamisme de Dodart.
Du Clos est plein de ressentiment pour ce qu'il voit comme une usurpation de son statut. Il contre-attaque en dénigrant l'éditorial de Dodart, son travail académique, ses compétences. Il l'accuse d'écrire mal, dénonce son ignorance, la négligence de ses raisonnements.
L'opposition entre les deux hommes n'étaient pas qu'une question de personne, elle portait aussi sur leur conception de la chimie. Pour du Clos, l'analyse chimique complète d'une plante en révèle les vertus secrètes, permet d'en comprendre l'essence, et en principe de la résoudre en un seul sel, contenant toutes les vertus de la plante. Pour Dodart, la distillation a seulement une fonction descriptive mais pas explicative. Il n'est pas intéressé par le statut épistémique de la chimie, il entend seulement faire œuvre utile.
L'ouvrage intitulé Mémoires pour servir à l'histoire des plantes, dressez par M. Dodart publié en 1676, indique dans un Avertissement « qu'il doit à M. Du Clos et à M. Borel, presque tout ce qu'il y a de chimie... ». Magnifiquement illustrées par Nicolas Robert, 39 plantes sont décrites précisément.

### Les communications à l'Académie
La « classe de physique » de l'Académie qui était chargée de la physique, de la chimie, médecine et botanique formait un groupe de travail se réunissant toutes les semaines. Durant les premières années, du Clos domine l'agenda de recherche de ce groupe, en présentant des communications sur les principes des mixtes, la théorie de la matière, l'analyse chimique, des études sur les eaux minérales et la botanique. Très pédagogue avec ses confrères qui l'écoutent, il s'efforce d'exposer les principes de la chimie et de reposer les bases de la chimie, en partant en particulier des écrits récents de Robert Boyle. Il s'interroge avec ses pairs sur la théorie des éléments et sur l'intérêt d'introduire des mécanismes en chimie. En mars 1667, il lit et commente l'ouvrage de Boyle, The origin of Forms and Qualities (de 1666). Le septembre 1668 à février 1669, la séance hebdomadaire du samedi à l'Académie est consacrée à la lecture de Certain Physiological Essays (paru en 1661) de Boyle, dans sa traduction latine Tentamina Chimica (de 1667).
Samuel du Clos qui avait vécu dans sa jeunesse les conflits entre les médecins paracelsiens et les médecins de la Faculté assiste dans sa vieillesse à la victoire de la chimie paracelsienne. Vers le milieu du siècle, la chimie a finalement eu raison de la scolastique et de la médecine galénique et elle s'impose alors comme science incontournable. En définissant de nouveaux éléments/principes (comme l'Esprit, Huile, Sel, Terre, Eau d'Étienne de Clave) sur la base de procédures expérimentales chimiques, elle met à bas la théorie des Quatre éléments d'Aristote.
Cessant de se définir dans la confrontation avec la scolastique, la chimie doit alors se penser de manière autonome. Mais avec l'apparition de la physique de Galilée et Newton, un nouveau paradigme scientifique tend à servir de modèle aux autres sciences émergentes. La chimie doit affronter les critiques de Descartes qui dans Les Principes de la philosophie (1644), affirme le caractère erroné des principes de la chimie car « toutes les conclusions qu'on déduit d'un Principe qui n'est pas évident ne peuvent aussi être évidentes ». Seule une réduction mécaniste des objets de la chimie trouve grâce aux yeux du philosophe. Le seul discours possible sur les objets de la chimie, est celui de la physique géométrique, présentant la figure, la taille et le mouvement des parties des substances. Il enlève aux opérations chimiques leur autonomie en les réduisant à des opérations mécaniques élémentaires, les seules évidentes.
La chimie doit aussi affronter les critiques de Robert Boyle qui dans le Sceptical Chymist de 1661, s'en prend vivement à la chimie des principes. Les corps ne sont pas constitués de trois, ni même de cinq substances élémentaires (Esprit, Huile, Sel, Eau, Terre) mais de groupement de corpuscules en interaction, dont la texture rend compte physiquement des propriétés chimiques des corps. Les effets chimiques visibles ne peuvent que provenir d'un changement d'ordre mécanique. Boyle ne prétend pas descendre comme Descartes au niveau ultime de la structure de la matière ; il s'arrête au niveau des agrégats de corpuscules composés de diverses combinaisons.

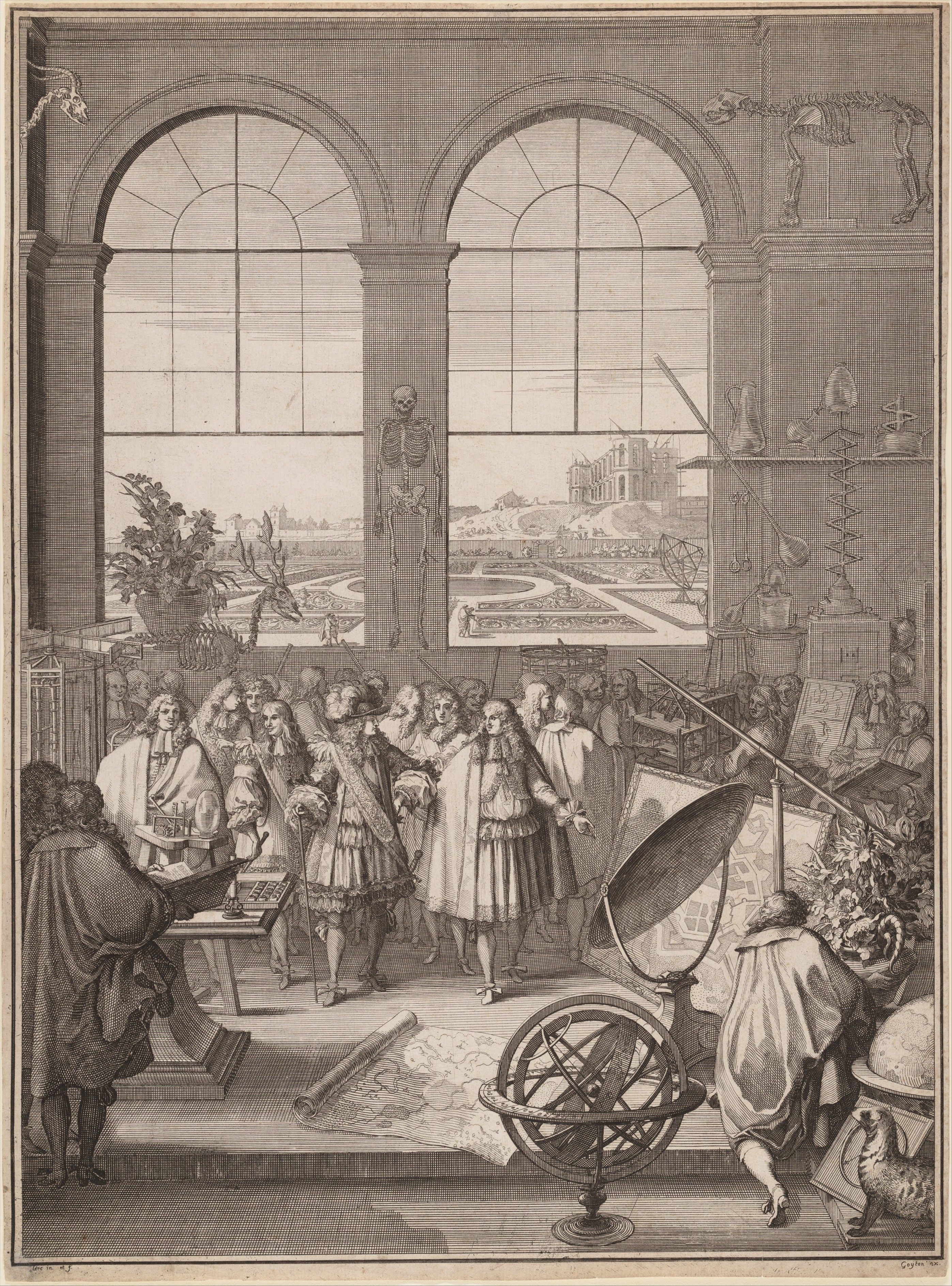
Visite de Louis XIV à l'Académie royale des sciences (S. Leclerc); au fond à droite, des appareils de chimie (alambic), en arrière-plan, l'Observatoire royal en construction

Du Clos lors de sa première intervention à l'Académie traite des Principes avec l'intention d'explorer les fondements des mixtes. L'analyse chimique qu'il juge imparfaite, a conduit les chimistes vulgaires à prendre pour « principes et premières pièces constituantes » des mixtes naturels, la pentade (Esprit, Huile, Sel, Phlegme, Terre), alors que ces substances sont toutes résolubles en d'autres plus simples, avant de l'être plus radicalement en Eau qui est « apparemment » dit-il la matière première. Du Clos émet donc des réserves sur la chimie principielle et lui préfère la chimie des solutions. Alors que la distillation jouait un rôle central dans l'analyse chimique, l'utilisation d'indicateurs colorés et de solvants tend à lui ravir la première place.
Du Clos s'accorde avec Boyle sur l'importance en chimie des expériences. Mais faire des expériences et être capable de les interpréter sont deux choses différentes. Aussi demande-t-il des preuves plus consistantes aux explications mécanistes de Boyle: « Qui peut sçavoir si ces différences viennent du changement de tessiture des particules, qu'on ne peut voir ». Du Clos ne récuse pas toute explication mécaniste, à condition de les limiter à certains éléments grossiers du monde. Certains phénomènes (comme la séparation des parties par la chaleur) peuvent recevoir une interprétation mécaniste par contre d'autres comme les odeurs, saveurs, couleurs, doivent de préférence trouver une explication chimique (comme la présence d'un soufre raréfié). Si l'explication mécaniste du pétillement de l'esprit de salpêtre mis sur du salpêtre fixé par le charbon, est vraisemblable, par contre « la modération de l'acrimonie » doit être « plus justement attribuée » à une raison chimique, comme la « contrariété des qualités » plutôt qu'à « la figure et complication des particules ».
Du Clos met le chimique à part du physique et ainsi résiste à toute réduction systématique du chimique à des mécanismes physiques. Les deux domaines physique et chimique sont pour lui indépendants.
Du Clos semble s'être nourri du discours sceptique de Boyle, au point de le retourner contre lui. Au fur et à mesure de la lecture des Tentamina Chimica, il marque une insatisfaction croissante, récuse certaines interprétations mécanistes et demande des preuves tangibles à la philosophie corpusculaire.
Dans l'histoire de la chimie, du Clos semble être avec Boyle, le premier à doter la chimie de considérations mécanistes, qui plus est sous une forme parfaitement cohérente avec une chimie des principes qu'il dit moderne (Franckowiak, 2012).

### Principes des mixtes naturels
Après avoir présenté des mémoires sur le feu, du Clos discute des solvants, de l'alkahest de Paracelse et Van Helmont. Ces considérations lui attirent quelques remarques méprisantes de Dodart, témoignant de l'atmosphère de plus en plus anti-alchimique et anti-métaphysique qui régnait à l'Académie.
Désireux de bien s'expliquer, du Clos rassemble ses conceptions théoriques dans un petit opuscule intitulé Dissertation sur les principes des mixtes naturels, faite en l'an 1677. Au moment où l'Académie accepte de publier les Mémoires de Dodart, elle lui refuse la Dissertation. Il indiquera plus tard à son voisin Clément, que bien que Colbert et une bonne partie de l'Académie aient approuvé le contenu, le premier secrétaire de l'Académie Du Hamel, s'y est toujours opposé. On lui reproche d'avoir développé une cosmologie vitaliste inspirée par la philosophie néoplatonicienne et helmontienne. Il doit alors se tourner vers Elzevier, qui le publiera à Amsterdam en 1680.
Du Clos défend l'hypothèse des Principes, « bonne et vraie » dit-il. La distillation (le feu des fourneaux) permet de réduire les plantes en matières simples et premières, les Principes, à savoir pour lui: Eau, Huile, Sel et Terre. Mais les techniques de séparation ne permettent pas d'obtenir des principes complètement purs ; « les Eaux qui avaient de la saveur la tenaient vraisemblablement du Sel ». L'huile « rendait du Sel, de l'Eau et de la Terre » (p.3) etc.
L'analyse de la matière par les techniques de résolution étant incomplète, du Clos se propose de pallier ses insuffisances par des considérations philosopho-cosmologiques. Les Astres Planétaires, tout comme le Globe terrestre, ne peuvent se mouvoir que par une cause externe, provenant du rayonnement solaire. Le feu solaire — conçu comme la cause des mouvements planétaires — étant aussi ressenti sur le Globe, « les divers Mixtes particuliers qui se trouvent dans ce Globe terrestre, participant de sa matière, peuvent comme lui recevoir du feu Solaire les mouvements qui s'y font » (p. 9). Les rayons solaires ont deux propriétés remarquables : ils ont de l'étendue sans être divisibles et ils sont capables de pénétrer les corps continus diaphanes et donc ne sont pas corporels. Du Clos appelle cette substance lumineuse Esprit ignée, pour signifier un sujet qui a de l'étendue sans être un corps et qui « excite par son mouvement de la chaleur dans les corps où il s'insinue ».
L'Esprit ignée renvoie aux rayons solaires qui s'affaiblissent en s'éloignant du Soleil, mais peuvent reprendre « beaucoup de force, comme nous le voyons quand ils se concentrent par des miroirs concaves » (p. 36). Malgré cette évidence, il ne faut pas considérer l'esprit ignée comme une simple qualité corporelle propre à l'Air. Car lorsqu'un faisceau de rayons lumineux pénètre une chambre sombre, il n'est pas déplacé par un courant d'air (p. 35). La lumière subsiste en elle-même, elle est autonome comme l'esprit ignée.
Les Mixtes naturels sont des corps inertes, des choses en soi purement passives, incapables d'agir d'elles-mêmes. Leur puissance active vient de ce Principe actif, incorporel.
Ces considérations sont probablement à l'origine de l'accusation de vitalisme et de néoplatonisme, portées par ses confrères. Sur ses gardes, du Clos proclame à deux fois, page 33, « Je ne considère donc point la Nature comme l'Âme du monde » et « Je ne prend pas la Nature pour substance intellectuelle, quoiqu'elle soit sans corporéité, & douée de quelque connaissance ».
La nouvelle génération de savants rationalistes, élevés comme Fontenelle dans le respect du cartésianisme, dédaignera cette philosophie d'apparence obscure, pour ne véritablement respecter que la philosophie mécaniste. Pourtant n'est-il pas possible d'imaginer une interprétation naturaliste ?
Pour essayer de se représenter l'Esprit ignée en terme moderne, on peut le penser comme l'énergie lumineuse du rayonnement solaire, généralisée en une sorte d'énergie mécanique des transformations internes, voire une énergie de liaison.
Le Globe terrestre est composé de trois corps élémentaires : la portion dense & sèche s'appelle la Terre, la portion raréfiée & froide l'Air, et l'Eau est la portion humide qui circule. « La Nature jointe au corps élémentaire par le moyen de cet esprit ignée constitue les Mixtes particuliers que l'on nomme naturels » (p. 14). L'esprit ignée est la source de l'énergie nécessaire au mouvement. « L'Air par sa froideur résiste au mouvement échauffant de l'esprit ignée... L'Eau seule par son humidité est capable de la réception de cet esprit » (p.20).
Ainsi, du Clos fait l'hypothèse de « trois Principes physiques...facilement reconnus dans les Mixtes » : « je suppose que la Matière corporelle est le sujet informable ; que la Nature est la cause informative,& que l'Esprit ignée est le moyen d'information » (p. 14) - c'est nous qui soulignons.
Une fois créées par Dieu, « les substances subsistent en elles-mêmes & sont permanentes » (p. 25).
Tous les Mixtes naturels sont constitués des trois principes constitutifs, l'un régit le corps élémentaire, l'autre la cause efficiente (appelée la Nature) et « un troisième servant de médiatrice entre la Nature et l'Élément corporel, comme l'Esprit ignée » (p. 29). La nature incorporelle, qui est la cause informative, s'inscrit dans la matière corporelle (l'Eau jointe à l'Air et la Terre) par la médiation nécessaire du Principe dynamique de l'Esprit ignée, pour produire des mixtes naturels.
Samuel du Clos présente sa théorie de la matière comme une hypothèse qu'il ne prétend pas démontrer avec certitude. Il suppose simplement comme vraisemblable que les Mixtes possèdent un Principe interne et constitutif qui dirige les mouvements qu'il excite en ceux-ci (p. 31).

### Une dernière année de vie tourmentée
Après le décès de Colbert en 1683, la persécution des protestants s'accrut. Le secrétaire d'État à la Guerre, Louvois, organise des dragonnades pour obtenir des conversions forcées des protestants. Louvois qui succède à Colbert comme protecteur de l'Académie, cesse de payer la pension de Du Clos.
Samuel du Clos meurt en 1685 (entre le 20 août et le 15 octobre) « dans un grand repentir religieux et philosophique », selon la formule de Franckowiak.
En avril-mai 1685, il brûle la majorité de ses écrits personnels se rapportant à l'alchimie, afin d'empêcher son gendre, le peintre Jacques Friquet, d'être tenté par la recherche du Grand Œuvre. Friquet qui était par ailleurs professeur d'anatomie à l'Académie royale de peinture, avait certainement mieux à faire dans son Art que de s'occuper de recherches ne menant nulle part. Car du Clos considérait « qu'il n'y avait rien de plus vain ni de plus inutile que l'espérance dont on se flattait de pouvoir parvenir à la transmutation des métaux » (Nouvelles de la République des Lettres, oct. 1685).
Le 20 août de la même année, étant sur son lit malade, du Clos déclare à son voisin Clément venu lui rendre visite, qu'il l'autorise à rendre publique son rejet catégorique des recherches en alchimie transmutatoire. Il lui indique aussi qu'il a un « traité des sels & des mixtes » qu'il n'avait pas réussi à faire publier en raison de l'opposition de M. du Hamel, et qu'il s'était résolu à en remettre une partie à Elsevier pour le faire imprimer à Amsterdam sous le titre de  Principes des mixtes naturels. La seconde partie, est un traité des sels qui est resté sous la forme d'un manuscrit non publié (Dissertation sur les sels, contenüe en plusieurs lettres...,, 1677).
Enfin, il choisit de se convertir au catholicisme et d'abjurer son protestantisme. Au cours d'une messe solennelle célébrée par l'évêque Antoine Godeau, il fait sa profession de foi auprès du célèbre P. Amédée.
Après cette suite d'actes symboliques forts, tirant un trait sur une partie de sa vie passée, il meurt à l'âge de 87 ans.

## Publications scientifiques
- Observations sur les eaux minérales de plusieurs provinces de France faites en l’Académie Royale des Sciences en l’année 1670 & 1671, Paris, Imprimerie royale, 1675.
- Mémoires pour servir à l'histoire des plantes de Denis Dodart (Paris, 1686). Du Clos a aussi contribué, pour la partie chimie, à cette oeuvre inachevée. Une deuxième édition, sans les planches, est imprimée à Paris en 1779.
- Dissertation sur les principes des mixtes naturels, faite en 1677, Amsterdam, Elsevier, 1680.

La bibliothèque interuniversitaire de la Sorbonne (Paris) conserve des manuscrits de Duclos.